# Marcel Pennetier
Pour les articles homonymes, voir Pennetier.
Marcel Pennetier, né le 14 avril 1914 à Issoudun et mort le 6 janvier 1993 à Saint-Amand-Montrond, est un syndicaliste et responsable politique français.

## Biographie
Après des études primaires et secondaires dans l'Indre, il monte à Paris pour faire des études de philosophie. Il milite alors à l'Union fédérale des étudiants, très proche du Parti communiste français, et se lie notamment avec Max Barel.
Ses positions trop en marge lui interdisent de facto toute responsabilité au sein de l'UFE, et le détourne de l'engagement au sein du PCF.
C'est par une rencontre avec Yvan Craipeau qu'il est conduit à adhérer à la Ligue communiste, en 1933. Il suivra la décision de la majorité de la ligue « d'entrer » dans le parti socialiste et adhère donc à la SFIO en 1935.
Ayant abandonné ses études en 1934, employé comme instituteur à partir de cette date, il adhère à la fédération de l'enseignement de la CGTU.
Après son service militaire, qu'il effectue de fin 1935 à 1937, il adhère au Parti socialiste ouvrier et paysan. 
Militant à Créteil, il s'oppose très violemment aux communistes locaux. Il est ainsi victime d'une agression physique en octobre 1937, qui vaudra une condamnation à son auteur, un militant communiste.
Mobilisé en 1939, il obtient un poste de professeur au collège Colbert de Paris après sa démobilisation, l'année suivante.
Il milite alors clandestinement au sein du Parti ouvrier internationaliste, et héberge l'imprimerie clandestine du journal du parti, La Vérité.
En 1944, il prend contact avec d'anciens responsables syndicaux d'avant-guerre, notamment Marcel Valière, pour faire reparaître le journal l'École émancipée, sous forme d'un bulletin.
Obtenant un poste de professeur de cours complémentaire à Créteil, il poursuit son activité syndicale au sein du SNI dès la reconstitution de celui-ci, en 1945. Il participe très activement à la grève des instituteurs de la Seine de 1947.
Après sa rupture, en 1948, avec le trotskisme, lié au refus du PCI de mener une réflexion sur l'échec de sa stratégie dans l'immédiat après-guerre, il abandonne tout engagement politique et se limite à ses activités syndicales locales.
C'est la guerre d'Algérie qui le fait revenir en politique : proche de la Nouvelle gauche, il participe à la création de l'Union de la gauche socialiste en 1957. En 1958, candidat de l'Union des forces démocratiques aux législatives en Seine-et-Oise, il obtient 4,8 % des voix.
Au sein du PSU, il constitue à partir de 1960 une section locale à Créteil et contribue à la constitution d'une tendance « socialiste révolutionnaire », animée par Marcel Bleibtreu. Il entre au comité politique national du parti en 1963 à ce titre, et y reste comme représentant de la minorité menée par Jean Poperen après le congrès de la Grange-aux-belles. Il s'oppose cependant au soutien de ce courant à la candidature de François Mitterrand à la présidentielle de 1965.
Il est cependant victime, en 1966, d'un accident grave, et en ressort paraplégique. Sa santé ne lui permet dès lors plus de poursuivre un engagement politique ou syndical de haut niveau. 
Ce n'est qu'en 1984, deux ans après avoir adhéré au Parti socialiste, qu'il reprend des responsabilités, devenant secrétaire de la section socialiste de Saint-Amand-Montrond, où il réside depuis une vingtaine d'années.
Militant de l'association pour le droit de mourir dans la dignité, de plus en plus handicapé, il programme sa mort pour début janvier 1993.
L'historien Claude Pennetier est l'un de ses trois enfants.

## Sources
- Notice « PENNETIER Marcel, Jean », Dictionnaire biographique du mouvement ouvrier mouvement social, par Claude Pennetier